# Nonarthra
Nonarthra es un género de insecto coleóptero de la familia Chrysomelidae.

## Especies
Las especies de este género son:
- Nonarthra brevicornis Medvedev, 2002
- Nonarthra collaris Medvedev, 1993
- Nonarthra laosensis Medvedev, 2004
- Nonarthra lucidula Medvedev, 1993
- Nonarthra luzonica Medvedev, 1993
- Nonarthra maura Medvedev, 1993
- Nonarthra nigripenne Wang, 1992
- Nonarthra nigripes Wang, 1992
- Nonarthra oculata Medvedev, 2002
- Nonarthra ornatissima Medvedev, 2004
- Nonarthra pallidicornis Chen & Wang, 1980
- Nonarthra philippinensis Medvedev, 1993
- Nonarthra quadrisignata Medvedev, 1993